# Piet Roozenburg
Piet Roozenburg (né le 24 octobre 1924 à Rotterdam - 27 avril 2003 à Ochten) est un damiste néerlandais.
Il a notamment été champion du monde en 1948, 1951, 1952 et 1954.
Il est notamment le créateur du système Roozenburg.
Il a aussi été détenteur de 1950 à 1955 du record du monde de la plus grande partie à l'aveugle, avec cinq adversaires simultanés.